# 왕포아풀
왕포아풀(영어: poa pratensis, smooth meadow-grass, common meadow-grass) 또는 상업적으로 켄터키 블루그래스(영어: Kentucky bluegrass)는 서양 각국의 정원이나 공원의 잔디밭을 이루는 대표적인 품종이다. 한국에서는 농가의 담밑이나 개울가의 습지에서 자생한다. 한지형 잔디로 더울 때는 잘 자라지 못하고 병이 많이 발생하며, 서늘할 때 잘 자란다. 불완전 포복형으로 잎의 나비는 3 ~ 4mm이고, 높이는 30 ~ 50cm로 자란다. 출수 개화하면 80cm에 달한다. 건조·답압·병충해에 약하다.